# أولريكه فيلت
أولريكه فيلت (بالألمانية: Ulrike Felt)‏ هي عالمة اجتماع وأستاذة جامعية نمساوية، ولدت في 1957.